# West Hatch
West Hatch – osada w Anglii, w hrabstwie Somerset, w dystrykcie (unitary authority) Somerset. Leży 61 km na południowy zachód od miasta Bristol i 210 km na zachód od Londynu. W 2002 miejscowość liczyła 292 mieszkańców.